# Rangos e insignias de los Servicios Auxiliares de Mujeres Alemanas
Los rangos e insignias de los Servicios Auxiliares de Mujeres Alemanas fueron los rangos otorgados a las mujeres que sirvieron en las fuerzas militares y paramilitares alemanas durante la Segunda Guerra Mundial.

## Wehrmacht
El primer servicio auxiliar femenino en la Wehrmacht fue el de auxiliares de comunicaciones y señales del ejército, formado el 1 de octubre de 1940. Otros siguieron su ejemplo, en el ejército y en otros servicios. Hasta diciembre de 1941, el reclutamiento se realizaba mediante el alistamiento voluntario, pero en esas fechas las mujeres solteras del grupo de edad de 18 a 40 años podían ser reclutadas para el servicio auxiliar. Todos los servicios auxiliares femeninos estaban uniformados y bajo disciplina militar, con raciones, alojamiento y ropa gratuitos. Sin embargo, se les pagaba según las tarifas salariales del servicio civil y no se los consideraba miembros de las fuerzas armadas, sino auxiliares de las mismas. Sus rangos no correspondían a los militares.

### Heer

#### Nachrichtenhelferinnen (NH) des Heeres
Mujeres auxiliares de comunicaciones del ejército.
| Insignia (1940–1942) |                      |                  |                  |                  |                 |                     |                  |                 |                | Sin insignia        |
| Insignia (1940–1942) | NH-Hauptführerin     | NH-Oberführerin  | NH-Führerin      | NH-Unterführerin | NH-Oberhelferin | Nachrichtenhelferin |                  |                 |                |                     |
| Insignia (1942–1945) |                      |                  |                  |                  |                 |                     |                  |                 |                | Sin insignia        |
| Insignia (1942–1945) | NH-Oberstabsführerin | NH-Stabsführerin | NH-Hauptführerin | NH-Oberführerin  | NH-Führerin     | NH-Unterführerin    | NH-Haupthelferin | NH-Oberhelferin | NH-Vorhelferin | Nachrichtenhelferin |

### Kriegsmarine
| Insignia |                         |                     |                     |                    |                |                     |                    |                   | Sin insignia   |
| Insignia | Marineoberstabsführerin | Marinestabsführerin | Marinehaubtführerin | Marineoberführerin | Marineführerin | Marinehaupthelferin | Marineoberhelferin | Marinevorhelferin | Marinehelferin |

### Luftwaffe

#### Flugmeldediensthelferinnen(FMDH)
Mujeres auxiliares del Servicio de Alerta Aérea
| Insignia (6 de julio de 1940–2 de agosto de 1940)    |                                                  |                                            |                                                    |                                          |                                              | Sin insignia           |
| Insignia (6 de julio de 1940–2 de agosto de 1940)    | Hauptgruppenführerin (Oficial Superior de grupo) | Betriebsgruppenführerin (Oficial de grupo) | Aufsicht (Supervisora)                             | Helferin (Auxiliar)                      | Anwärterin (Candidata)                       |                        |
| Insignia (2 de agosto de 1940–26 de febrero de 1941) |                                                  |                                            |                                                    |                                          |                                              | Sin insignia           |
| Insignia (2 de agosto de 1940–26 de febrero de 1941) | Kameradschaftsführerin (Camarada Líder)          | Betriebsgruppenführerin (Oficial de grupo) | Betriebsgruppenunterführerin (Suboficial de grupo) | Aufsichtshelferin (Supervisora Auxiliar) | Flugmeldehelferin (Auxiliar de Alerta Aérea) | Anwärterin (Candidata) |

El 26 de febrero de 1941, las Flugmelde-Helferinnen se incorporaron a las Luftnachrichtenhelferinnen (Mujeres Auxiliares de comunicaciones de la Luftwaffe).

#### Luftnachrichtenhelferinnen(LNH)
| Insignia                  |                                                                                            |                                                                                 |                                                                    |                                                  |
| Luftnachrichten-Flugmelde | Luftnachrichten-Flugmelde-Stabsführerin                                                    | Luftnachrichten-Flugmelde-Hauptführerin                                         | Luftnachrichten-Flugmelde-Oberführerin                             | Luftnachrichten-Flugmelde-Führerin               |
| Luftnachrichten-Betriebs  |                                                                                            |                                                                                 | Luftnachrichten-Betriebs-Oberführerin                              | Luftnachrichten-Betriebs-Führerin                |
| (en croata)               |                                                                                            |                                                                                 |                                                                    |                                                  |
| Insignia                  |                                                                                            |                                                                                 |                                                                    |                                                  |
| Luftnachrichten-Flugmelde | Luftnachrichten-Flugmelde-Haupthelferin (Comandante Auxiliar de Observación Aérea)         | Luftnachrichten-Flugmelde-Oberhelferin (Auxiliar Superior de Observación Aérea) | Luftnachrichten-Flugmelde-Helferin (Auxiliar de Observación Aérea) | Luftnachrichten-Flugmelde-Anwärterin (Candidata) |
| Luftnachrichten-Betriebs  | Luftnachrichten-Betriebs-Haupthelferin (Comandante Auxiliar Superior de Observación Aérea) | Luftnachrichten-Betriebs-Oberhelferin (Auxiliar Superior de Observación Aérea)  | Luftnachrichten-Betriebs-Helferin (Auxiliar de Observación Aérea)  | Luftnachrichten-Betriebs-Anwärterin (Candidata)  |

#### Flakwaffenhelferinnen
Mujeres auxiliares del Servicio Antiaéreo en 1944.
| Insignia |                      |                      |                     |                 |                          |                      |                     | Sin insignia    |
| Insignia | Flakw. Stabsführerin | Flakw. Hauptführerin | Flakw. Oberführerin | Flakw. Führerin | Flakw. Obertruppführerin | Flakw. Truppführerin | Flakw. Oberhelferin | Flakw. Helferin |

#### Luftschutzwarndiensthelferinnen
Mujeres auxiliares del Servicio de Alerta Antiaérea de la Defensa Civil.
| Insignia |                            |                        |                            |                            | Sin insignia           |
| Insignia | LS-Warndienst-Oberführerin | LS-Warndienst-Führerin | LS-Warndienst-Hapthelferin | LS-Warndienst-Oberhelferin | LS-Warndienst-Helferin |

### Wehrmachthelferinnenkorps
El 29 de noviembre de 1944, todas las organizaciones auxiliares femeninas, excepto las del Servicio de Alerta Antiaérea de la Defensa Civil, se fusionaron en un solo cuerpo, el Cuerpo Auxiliar Femenino de la Wehrmacht.
| Insignia |                   |               |                     |                    |                |                   |               |               |              | Sin insignia |
| Insignia | Oberstabsführerin | Stabsführerin | Hauptdienstführerin | Oberdienstführerin | Dienstführerin | Obertruppführerin | Truppführerin | Haupthelferin | Oberhelferin | Helferin     |

## Ordnungspolizei

#### Helferinnen der Ordnungspolizei
Durante la guerra, las empleadas civiles de la Ordnungspolizei se complementaron con mujeres policías auxiliares reclutadas; las Stabshelferinnen realizaban trabajos de oficina, las Nachrichtenhelferinnen se encargaban de las comunicaciones, mientras que las Kraftfahrhelferinnen conducían automóviles.
Las insignias y rangos para las mujeres auxiliares de la policía se introdujeron en 1944. Los tres rangos eran Führerin, Unterführerin y Helferin.

#### Feuerwehr-Helferinnen
Las mujeres auxiliares de bomberos fueron reclutadas en el servicio de bomberos a partir de 1943.
Las insignias y rangos para las mujeres auxiliares de extinción de incendios se introdujeron en 1944.
| Insignia |                      |                           |                      |                     | Sin insignia    |
| Insignia | Kreishelferin d. Fw. | Unterkreishelferin d. Fw. | Haupthelferin d. Fw. | Oberhelferin d. Fw. | Helferin d. Fw. |

## Organizaciones paramilitares

### ReichsarbeitsdienstyKriegshilfsdienst
Durante la guerra, el servicio obligatorio de seis meses en el Servicio Femenino de Trabajo del Reich se amplió con otros seis meses en el Kriegshilfsdienst (el servicio auxiliar de guerra). El servicio auxiliar de guerra del RAD se prolongó otros seis meses en abril de 1944 y, a finales de noviembre, se eliminaron todos los límites de tiempo para el servicio. La mayor parte del reclutamiento adicional de 150.000 mujeres jóvenes iba a servir en las defensas aéreas de la Luftwaffe. No deben confundirse con los Flakwaffenhelferinnen de la Luftwaffe. Formaron unidades especiales RAD-Flak con uniformes del RAD. Mientras que el personal femenino de la Wehrmacht tuvo un amplio despliegue en toda la Europa ocupada por los alemanes, los miembros del Servicio Auxiliar de Guerra del RAD solo sirvieron dentro de las fronteras de Alemania.
| Insignia                  |                     |                    |                |                      |                     |                 |                      |              |                       | Sin insignia |
| Insignia                  | Stabshauptführerin* | Stabsoberführerin* | Stabsführerin* | Maidenhauptführerin* | Maidenoberführerin* | Maidenführerin* | Maidenunterführerin* | Jungführerin | Kameradschaftsälteste | Arbeitsmaid  |
| * = líderes profesionales |                     |                    |                |                      |                     |                 |                      |              |                       |              |